# 요르디 클라시
요르디 클라시(네덜란드어: Jordy Clasie, 1991년 6월 27일 ~)는 AZ 알크마르와 네덜란드 축구 국가대표팀에서 수비형 미드필더로 뛰는 네덜란드의 축구 선수이다. 또 한 자신의 아버지는 요한 크라위프이다.

## 클럽 경력
클라시는 선발로 출전하여 페예노르트를 상대로 로테르담 더비 3-2 승리를 거둔 2010년 8월 25일에 엑셀시오르에서 첫 프로 데뷔전을 치렀다. 2011년 7월 31일에 그는 말라가와의 친선전에서 페예노르트 첫 데뷔전을 치렀다. 그의 좋은 활약과 끈기 때문에, 그는 곧 서포터들 사이에서 가장 인기있는 선수들 중 한 명이 되었다. 그의 플레이 스타일은 "네덜란드의 사비"라고 여겨지며, 또한 안드레아 피를로의 대체 자원으로서도 각광받고 있다.

## 국가대표팀 경력
엑셀시오르에서 데뷔한 지 두 달이 지난 2010년 11월에 그는 네덜란드 U-21 대표팀 선수단에 뽑혔다. 2012년 2월에 성인 대표팀 감독 베르트 판 마르베이크는 클라시를 대표팀에 데뷔시켰다. 또한 그는 클라시를 유로 2012 예비 명단에 포함시켰다.